# Pays d'origine en droit commercial
Pour les articles homonymes, voir Pays d'origine.

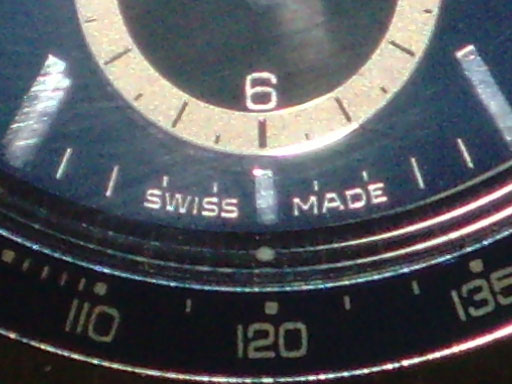
L'inscription en anglais Swiss Made sur cette montre TAG Heuer indique qu'elle a été fabriquée en Suisse.

Le pays d'origine est une expression qui fait référence au pays dont une marchandise est réputée issue, c'est-à-dire où elle a été produite, fabriquée, ou transformée. 
Il peut être communiqué aux consommateurs par le biais d'un marquage d'origine et influencer, selon certains travaux de recherche en marketing, leurs attitudes et leurs intentions d'achat. 

## Détermination du pays d'origine
Déterminer le pays d'origine des marchandises est primordial car cela conditionne le tarif douanier et les éventuelles mesures de politique commerciale qui s'y appliquent lorsqu'elles entrent ou sortent d'une zone douanière.
Le pays d'origine des marchandises est ainsi défini selon des règles d'origine douanières. Cependant, il n'existe, à l'heure actuelle, aucune règle harmonisée à l'échelle internationale.
Dans la majorité des cas, les Etats co-définissent des règles d'origine préférentielles avec leurs partenaires commerciaux ou au sein d'organisations régionales et possède chacun des règles d'origine non préférentielles. 
La Convention internationale pour l'harmonisation des régimes douaniers du 18 mai 1973, révisée le 3 février 2006, par la Convention dite « Convention de Kyoto » propose un cadre pour déterminer l'origine non-préférentielle des produits. Bien que non-contraignant, celui-ci inspire les réglementations de nombreux Etats, notamment l'Union Européenne. Selon la Convention de Kyoto, le pays d'origine d'une marchandise est celui dans lequel elle a subi "sa dernière transformation ou ouvraison substantielle". Trois critères permettent de déterminer une "transformation ou ouvraison substantielle" : un changement de position tarifaire du produit : l’origine est le lieu dans lequel la valeur d’un produit, a été modifiée significativement ; la part de la valeur ajoutée d’un produit : l’origine est le lieu dans lequel le produit a acquis une certaine part de sa valeur ajoutée, généralement 45 % ; l’ouvraison spécifique : l’origine est le lieu dans lequel un produit a subi une transformation substantielle, lui donnant une caractéristique qu’il ne possédait pas auparavant. 

## Marquage du pays d'origine

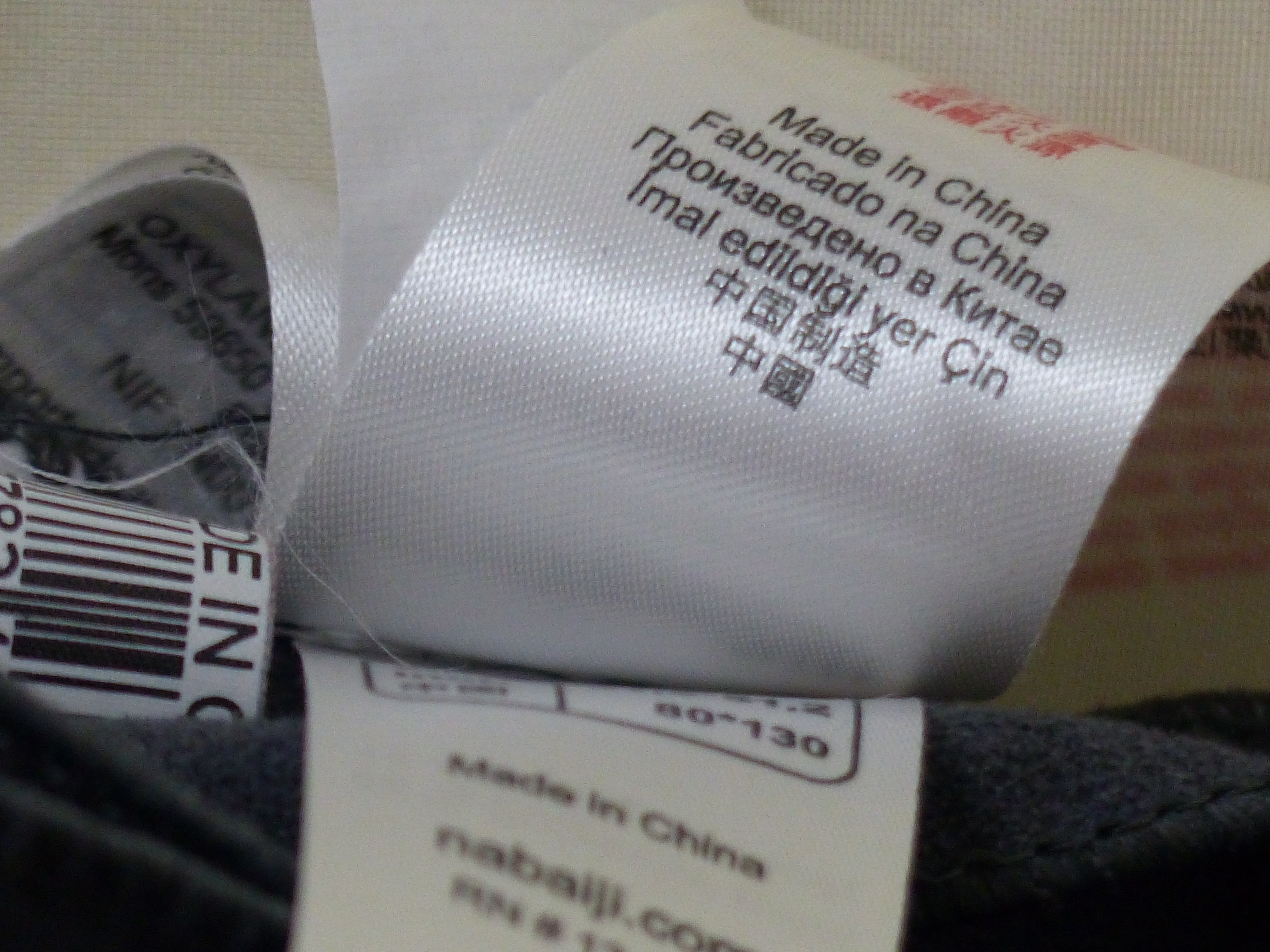
Etiquette indiquant les mentions "Made in China" dans différentes langues

Le pays d'origine peut également être communiqué aux consommateurs par le biais d'un marquage d'origine. Le marquage d'origine peut être défini comme "toute inscription imprimée ou gravée sur le produit ou son emballage comme une simple information commerciale permettant aux consommateurs de prendre connaissance de l'origine du produit en question". Son utilisation remonte à la Grèce antique, dans laquelle certains producteurs marquaient déjà leurs marchandises pour en indiquer l'origine.

### Moyens de marquage du pays d'origine des marchandises
Cette définition recouvre tous les procédés qui engendrent l'association d'un produit à une géographie particulière dans l'esprit des consommateurs, notamment l’étiquetage "made in...". Les fabricants et importateurs disposent en effet de plusieurs moyens pour indiquer l'origine de leurs marchandises, par exemple :
- Utilisation de labels ou d'appellations d'origine tels que l'Indication géographique protégée
- Utilisation de l'expression "Made in..." suivie du nom d'un pays
- Utilisation d'un nom de marque lié directement ou indirectement à un pays (American Apparel par exemple)
- Utilisation d'un emballage faisant référence à un pays (un drapeau américain figure par exemple sur les boîtes des chaussures New Balance)
- Actions marketing, slogans, partenariats ou mascotte renvoyant à un pays.
- etc.

Il est important de noter que certains marquages comme les labels et appellations garantissent des qualités intrinsèques aux marchandises liées à leur lieu de fabrication alors que d'autres ne garantissent aucune qualité particulière en eux-mêmes comme les mentions "made in". 

### Réglementation du marquage du pays d'origine des marchandises
L'article IX du General Agreement on Tariffs and Trade (GATT) de 1947, repris par l'Organisation Mondiale du Commerce (OMC), tolère que les Etats imposent ou non un marquage de leur pays d'origine aux marchandises commercialisées sur leur territoire. 
L'utilisation du marquage du pays d'origine peut donc être laissé à la discrétion des producteurs ou au contraire réglementé par le pays de commercialisation. Les règles fixées peuvent valoir pour l’ensemble des marchandises, ou distinguer les marchandises importées et les marchandises produites localement. Elles s'appuient par ailleurs sur les règles d'origine fixées par l'Etat en question.
Au total, il n'existe donc pas de cadre juridique universel en matière de marquage d'origine sur les produits, les législations variant d'un pays à l'autre.
L’article IX du GATT prohibe néanmoins fermement l’utilisation de marquages faux ou trompeurs. Ces dispositions valent pour l’ensemble des marquages d’origine, utilisés volontairement ou de façon contrainte par les producteurs et reprennent les dispositions de la Convention de Paris (1883) et de l’Arrangement de Madrid (1891) déjà relatives à la sincérité des marquages d’origine. 

#### Réglementation de l'Union Européenne
Selon une position constante de la Commission européenne, le principe de la libre circulation des marchandises conduit à prohiber toute réglementation nationale imposant le marquage obligatoire de l'origine d'un produit. En effet, l'obligation de marquage du pays d'origine des marchandises apparaît comme une mesure d'effet équivalent à une restriction quantitative aux échanges intracommunautaire selon la Commission européenne. En conséquence, la Cour de Justice des Communautés Européennes (CJCE) a condamné plusieurs pays membres pour avoir imposé le marquage du pays d'origine sur certaines marchandises tels que l'Irlande en 1981 dans l'arrêt "Souvenirs d'Irlande", le Royaume-Uni en 1985 ou l'Italie en 1986.
Par ailleurs, il n'existe pas, en droit communautaire, d'obligation de marquage d'origine pour les produits importés dans l'UE en provenance de pays tiers. Dans ce cas, ce sont ainsi les règles d'origine non préférentielle fixées entre l'Etat membre et le pays tiers concerné qui s'appliquent pour encadrer le marquage du pays d'origine des marchandises. 
Quelques produits font exception au principe de non-obligation de l'utilisation de marquage d'origine en Europe : le marquage d'origine de certains produits issus de l'agriculture et de la mer très périssables est rendu obligatoire par l'UE elle-même.
| Produit                        | Règlementation |
| ------------------------------ | --- |
| Viande bovine                  | Règlement du 17 juillet 2000 : mention du pays d'origine obligatoire. Si plusieurs pays sont concernés, l'étiquette doit préciser le pays de naissance, d'élevage et d'abattage. |
| Poissons de mer et d'eau douce | Règlement du 17 décembre 1999 : mention de la zone de capture ou d‟élevage obligatoire pour les produits destinés à la vente en détail                                           |
| Fruits et légumes              | Règlement du 26 septembre 2007 : mention du pays d'origine obligatoire |
| Œufs                           | Règlement du 23 juin 2008 : code dont le deuxième signe indique l'origine nationale obligatoire (ex : FR pour France)                                                            |
| Miel                           | Directive du 20 décembre 2001 : mention du pays d'origine obligatoire |
| Vin                            | Pour certains vins importés de pays tiers, mention du pays d'origine obligatoire                                                                                                 |
| Huile d'olive                  | Règlement du 13 juin 2002 : mention de la zone géographique de récolte (et du lieu du moulin s'il est différent) facultative                                                     |

Si l'UE s'oppose (sauf exceptions ci-dessus) à l'obligation du marquage du pays d'origine des marchandises, elle tolère les marquages utilisés volontairement par les producteurs avec pour seule condition la sincérité et l'exactitude. Cependant, la définition de l'origine aux fins de marquage et le contrôle de l'exactitude des marquages utilisés volontairement par les fabricants sont renvoyés aux Etats membres.
Au Royaume-Uni, l'origine aux fins de marquage d'un produit correspond au lieu où il a subi sa dernière transformation ou ouvraison substantielle mesurée la plupart du temps par un pourcentage de valeur ajoutée obtenu dans un pays donné (conformément aux critères du Code des douanes communautaires).
En Allemagne l'origine aux fins de marquage renvoie au lieu où le produit a acquis ses caractéristiques prédominantes.
En France, deux critères, issus du Code des douanes communautaires, sont utilisés pour définir le pays d'origine des marchandises : un produit est réputé issu du pays où il a acquis 45 % de sa valeur ajoutée ou dans lequel il a subi sa dernière ouvraison substantielle. Pour autant, la Direction Générale de la Concurrence, de la Consommation et de la Répression des Fraudes (DGCCRF) considère ces critères insuffisants. Selon la DGCCRF, l'utilisation d'un marquage comme "made in France" laisse penser au consommateur que la marchandise a été entièrement fabriquée en France alors que cela peut ne pas être le cas. C'est dans ce sens également qu'est allée la Cour de Cassation dans l'arrêt "Duvet d'oies grises du Périgord" de 2007. Ainsi, la DGCCRF double par les critères du Code de la consommation français, vérifiant au cas par cas la sincérité des marquages du pays d'origine utilisés par les producteurs.
Cette réglementation ne doit pas être confondues avec certains marquages rendus obligatoires par des réglementations spécifiques portant sur des normes techniques et des produits sensibles comme le Marquage CE.